# Хиперкинетички поремећај
Хиперкинетички поремећај (хиперактивни поремећај (недостатка пажње), енгл. attention deficit hyperactivity disorder; ADHD, AD/HD, ADD) стање је за које је карактеристичан врло висок степен моторичке активности као манифестација врло високе активности ума. ADHD се сматра поремећајем. Mноги људи с ADHD-ом су врло интелигентни и изразито маштовити. 
Неуклапање у уобичајена правила друштва око њих их чини на неки начин непогоднима, те постоје лекови који могу делимично умањити симптоме. Ти лекови делују на мозак као стимуланси. Један пример лека за ADHD је Риталин. Примена Риталина у САД је врло раширена.
Велики број познатих научника, уметника и глумаца имао је ADHD. Алберт Ајнштајн, Томас Едисон, Бил Гејтс, Волфганг Амадеус Моцарт, Леонардо да Винчи, Ван Гог, Салвадор Дали, Алфред Хичкок, Стивен Спилберг, Том Круз, Џим Кери и Вил Смит само су неки од њих.
Из свега наведеног произлази чињеница да су многи хиперактивни људи корисни чланови заједнице, али им је и даље потребна подршка, терапија и понекад лекови који ће им помоћи да регулишу симптоме.
Поремећај хиперактивности дефицита пажње је повезан са другим неуроразвојним и менталним поремећајима, као и неким непсихијатријским поремећајима, који могу изазвати додатне проблеме, посебно у савременом друштву. Иако се људи са овим поремећајем боре да се усредсреде на задатке за које нису посебно заинтересовани да заврше, они су често у стању да одрже неуобичајено продужен и интензиван ниво пажње на задатке које сматрају занимљивим; ово се често назива хиперфокус.

## Симптоми
Симптоми поремећајa пажње и хиперактивности је подељен у три типа у зависности од симптома:
1. Претежно непажљив тип укључује симптоме:
- потешкоће у одржавању пажње на задацима који не пружају висок ниво стимулације или захтевају трајни ментални напор;
- недостатак пажње на детаље; 
- непажљиве грешке у школским или радним задацима; 
- тешкоће у планирању и организовању времена и активности;
- често се чини да не слуша када му се директно говори и да машта;
- губљење ствари; - заборав у свакодневним активностима; 
- има потешкоћа да се сети да заврши предстојеће дневне задатке.
2. Претежно хиперактивни/импулсивни тип, укључује симптоме:
- прекомерна моторна активност која не одговара узрасту; 
- често трчи около, има потешкоћа да мирно седи без кретања (деца); 
- осећај физичког немира, осећај нелагодности услед тишине или мирног седења (одрасли); 
- врпољење или тапкање рукама или ногама; - склоност ка реаговању без размишљања или разматрања ризика и последица (импулзивне одлуке); 
- претерано причање; тешкоће са чекањем на ред у разговору и прекидањем саговорника.
3. Комбиновани тип укључује симптоме оба претходна типа, при чему ниједан од њих јасно не преовлађује. Ова врста хиперкинетичког поремећаја се сматра најчешћим. 
Симптоми се могу мењати током времена, тако да се могу мењати и типови. Када одрасту, већина људи показује мање симптома или научи да се носи са њима, али већина људи и даље има бар неке од симптома.

## Дијагноза и терапија
Поремећај пажње може дијагностиковати психолог, психијатар или педијатар. Не постоји лек за ADHD јер није болест, али се особи може пружити медицинска и психолошка помоћ. Најчешће се старијој деци и одраслима прописују стимулативни лекови, али постоје и нестимулативне опције које се ређе прописују.